# Disney Channel (Israele)
Disney Channel è un canale televisivo israeliano di proprietà della Walt Disney Company e versione locale della rete statunitense omonima.
Il target di riferimento della rete sono i bambini dai 6 ai 14 anni.

## Storia
Inizialmente, esisteva l'adattamento israeliano di Fox Kids che emesse dal 1999 al 2005 cartoni animati e serie televisive come "Peter Pan", "I Puffi e "Digimon". Nella metà del 2006 la rete cambia nome in Jetix e il 9 settembre 2009 diventa "Disney Channel" che trasmette gli stessi programmi della versione americana con una produzione locale, ovvero la rielaborazione di "Quelli dell'intervallo" intitolato "As the Bell Rings" (אחרי הצלצול). Gli sceneggiati creati sono stati anche oggetto di esportazione: "Bili" è stata trasmessa in Italia, così come per la serie "Summer Days" guardabile in Italia, Spagna e America Latina.
A partire dal 1º giugno 2014 il canale trasmette in HD.

## Palinsesto

### Programmazione corrente
- Hello Kitty
- Chapi Chapo
- Kid vs. Kat - Mai dire gatto
- Looney Tunes
- Yin Yang Yo!
- Austin & Ally
- Jessie
- K.C. Undercover
- Violetta
- Tom & Jerry
- Mako Mermaids
- Liv e Maddie
- I maghi di Waverly
- Yoni & The Geeks
- As The Bell Rings
- Little Lulu Show
- Phineas e Ferb
- Fish Hooks - Vita da pesci
- I 7N
- Quack Pack - La banda dei paperi
- Ultimate Spider-Man
- Manny tuttofare
- In giro per la giungla
- Scooby-Doo
- I miei amici Tigro e Pooh
- Lassie
- Loopdidoo
- Sugarbunnies
- Lamù, la ragazza dello spazio
- Timon e Pumbaa
- Sesamo apriti
- Tom & Jerry Kids

### Non in onda
- La carica dei 101 - La serie
- Aladdin
- American Dragon: Jake Long
- Brandy & Mr. Whiskers
- Charlie e Lola
- Kim Possible
- La leggenda di Tarzan
- A scuola con l'imperatore
- Good Morning, Mickey!
- House of Mouse - Il Topoclub
- 64 Zoo Lane
- Kid vs. Kat - Mai dire gatto
- Lilo & Stitch
- Yin Yang Yo!
- Quella scimmia del mio amico
- La sirenetta - Le nuove avventure marine di Ariel
- Pokémon
- La principessa Sissi
- The Replacements - Agenzia sostituzioni
- Timon & Pumbaa
- Planet Sheen
- Marvin The Tap-Dancing Horse
- Mermaid Melody Pichi Pichi Pitch
- Jimmy Jimmy
- Due fantagenitori
- Druaga no Tō ~the Aegis of URUK~
- Rated A for Awesome
- Samurai Jack
- Avengers - I più potenti eroi della Terra
- Super Hero Squad Show
- Action Man Atom
- Saban's Adventures of Oliver Twist
- Le avventure dell'Ape Magà
- Bad Dog - Un cane che più cane non c'è
- Buzz Lightyear da Comando Stellare
- Digimon
- Galactik Football
- Get Ed
- I viaggi di Gulliver
- Piccoli brividi
- Medarot
- Voltron
- Iggy Piggy Ranger
- Nel covo dei pirati con Peter Pan
- MegaMan NT Warrior

### Film

Logo dei Disney Channel Original Movie

Oltre per le serie televisive e i cartoni, il palinsesto di Disney Channel si contraddistingue anche per la visione di film. I titoli sono gli stessi della programmazione statunitense, solamente doppiati o sottotitolati in ebraico.

## Diffusione
Il canale è disponibile attraverso il satellite grazie alla piattaforma yes al canale "Saluran 89" e via cavo su Hot posizione numero "Saluran 82".

## Altre versioni

### Disney Junior
Lanciato il 18 luglio 2011 su yes, trasmette cartoni animati per bambini dai 2 ai 7 anni come "La casa di Topolino" e "Little Einsteins".